# Dietrich von Horne
Dietrich von Horne (* auf der  Horneburg (Westendorf); † 19. Januar 1402 in Osnabrück) war von 1376 bis 1402 Bischof von Osnabrück.

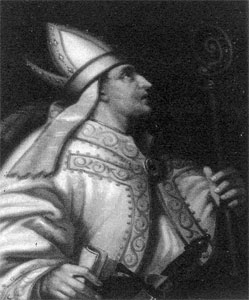
Dietrich von Horne

## Leben
Dietrich war ein Sohn der Familie von Horne, Inhaber des bedeutenden Adelssitzes Horneburg (später Harenburg) nordöstlich der Bauerschaft Westendorf, heute Bieste, im nördlichen Osnabrücker Land. Ihm wird ein unehelicher Sohn namens Friedrich von Horne zugeschrieben, insgesamt hatte er drei Söhne.
Dietrich von Horne wurde 1376 vom Domkapitel des Bistums Osnabrück in episcopum et pastorem ecclesie Osnaburgensis, also zum neuen Bischof, gewählt. Zu Beginn seiner Amtszeit war das Hochstift Osnabrück durch schwere Fehden belastet und hoch verschuldet. Die Burgen des Bistums waren größtenteils – allein mit Ausnahme von Quakenbrück – vom Grafen Otto von Tecklenburg besetzt. Infolgedessen kam es zu Auseinandersetzungen mit Tecklenburg, nachdem vom Grafen von Tecklenburg gefordert worden war, der Bischof soll nur noch seine geistliche Macht ausüben, die tatsächliche Landesherrschaft solle vom jeweiligen Grafen von Tecklenburg übernommen werden.
Im Zuge der kämpferischen Auseinandersetzungen konnten verschiedene Gebiete, u. a. der Ort Vörden, zurückerobert werden.
In seine Amtszeit fällt auch ein Streit mit dem Johanniterorden Kommende Lage, Rieste, der sich weigerte, dem Bistum Abgaben zu erbringen. Bei einem Überfall im Jahre 1384, vermutlich am 18. Februar, ließ Bischof Dietrich die Kommende Lage zerstören. Nach langem Streit erstattete er den Schaden, sodass die Kommende bis 1426 wieder aufgebaut werden konnte.
Im Jahre 1398 beschloss das Domkapitel des Bistums Osnabrück während der Amtszeit Bischof Dietrichs, nur entweder Adelige oder Graduierte aufzunehmen.
Im Jahre 1400 erfolgte eine Neustrukturierung des Bistums, das Amt Cloppenburg ging an das Bistum Münster, die Diözesanhoheit im Niederstift Münster und in der Grafschaft Lingen wurde für Osnabrück bestätigt.
Am Ende seiner Amtszeit kam es gegen den von Alter und Krankheit geschwächten Bischof Dietrich zu Opposition in den führenden Kreisen des Bistums, der er nur durch Wahl eines Koadjutors entgegenstehen konnte.